# Az évtized dalai – Szerelmes dalok
A Szerelmes dalok a Republic tematikus válogatásalbuma, az 1999-ben kiadott Az évtized dalai sorozat első része.
A sorozat további részei a Népi-zenei dalok és a Közérzeti dalok.

## Dalok
Valamennyi dal Cipő szerzeménye, kivéve a nyitó instrumentális, amelyet Tóth Zoltán komponált, és a záródal, amely Nagy László versének megzenésítése.
1. Napliget (Tüzet viszek, 1995)
2. Szeretni valakit valamiért (eredetileg Hoppá-Hoppá!!!, 1991; újra felvéve: 1999)
3. Még kedvesem, még (Hoppá-Hoppá!!!, 1991)
4. Engedj közelebb (Én vagyok a világ, 1992)
5. Csak a szívemen át (Tüzet viszek, 1995)
6. Holdeső, napsugár[1] (A Cipő és a Lány – Amsterdam, 1995)
7. Ha itt lennél velem (Disco, 1994)
8. Soha nem veszíthetsz el (Igen, 1996)
9. A csend beszél tovább (Tüzet viszek, 1995)
10. Igazi szerelem[2] (Indul a mandula!!!, 1991)
11. A madárjós vakáción[2] (Indul a mandula!!!, 1991)
12. Rád gondoltam[3] (Zászlók a szélben, 1997)
13. Ha mégegyszer láthatnám (Zászlók a szélben, 1997)
14. Igen (Igen, 1996)
15. Lassú vonat érkezik (Én vagyok a világ, 1992)
16. Kék és narancssárga[1][4] (A Cipő és a Lány – Amsterdam, 1995)
17. A 67-es út (Disco, 1994)
18. Beszél a te szemed (Hoppá-Hoppá!!!, 1991)
19. Ki viszi át a szerelmet (új dal, 1999)

## Közreműködtek
- Tóth Zoltán – Gibson T1 gitár, akusztikus gitár, zongora, vokál
- Patai Tamás – Fender Stratocaster gitár, vokál
- Nagy László Attila – Premier dobok, ütőhangszerek, vokál
- Boros Csaba – Rickenbacker 4001 basszusgitár, vokál
- Cipő „Cipő” – ének, zongora

valamint az eredeti felvételeken közreműködő előadók.

## Toplistás szereplése
Az album önmagában két hétig szerepelt a Mahasz Top 40-es eladási listáján, legjobb helyezése 23. volt. A három albumot magába foglaló Az évtized dalai CD-box hét héten át szerepelt a listán, legjobb helyezése 14. volt.